# ヴィンセント (デンマーク王子)
ヴィンセント・フレデリック・ミニク・アレクサンダー（Vincent Frederik minik Alexander,  2011年1月8日 - ）は、デンマークのフレデリック10世とメアリー王妃の第3子、次男でヨセフィーネ王女の双子の兄。マルグレーテ女王とヘンリック殿下の孫にあたる。
| 上位 イサベラ デンマーク王女       | デンマーク王位継承権者 継承順位第4位                  | 下位 ヨセフィーネ デンマーク王女 |
| 上位 クリスチャン デンマーク皇太子 | イギリス王位継承順位 他の英連邦王国の王位継承権も同様 | 下位 イサベラ デンマーク王女     |

| スタブアイコン | サブスタブ | この項目は、まだ閲覧者の調べものの参照としては役立たない、人物に関連した書きかけの項目です。この項目を加筆・訂正などしてくださる協力者を求めています（P:人物伝/PJ:人物伝）。 |